# جين ماروني الدهر
جين ماروني الدهر (بالإنجليزية: Jane Maroney El-Dahr)‏ هي أستاذة في طب الأطفال ورئيسة لقسم حساسية الأطفال والمناعة في مدرسة الطب بجامعة تولين. وهي أيضًا رئيسة لجمعية الحساسية (الربو والمناعة) في لويزيانا. ولديها خبرة في الحساسية وعلم المناعة وطب الروماتزم.

## تعليمها
درست جين بكلية جيفرسون الطبية، وأكملت إقامتها في مركز العلوم الصحية بجامعة فرجينيا ، وأكملت فترة تدريبها في مستشفى ييل نيو هافن في عام 1986.

## أبحاثها
ركزت جين في أبحاثها على الحساسية لمواد معينة في الأطفال، مثل الذرة والعفن، كما شاركت في الأبحاث المتعلقة بمرض الربو بعد إعصار كاترينا. بالإضافة أنها مشهورة بأبحاثها المتعلقة بالتوحد، وقد كتبت كلا الفصلين 7 و 8 من كتاب «فهم التوحد». وقدمت عرضًا تقديميًا أمام معهد الطب بخصوص ما وصفته بالمصداقية البيولوجية لوصلة ثيميروسال في عام 2001. وقد جادلت بأن الثيميروسال يسبب التوحد من خلال آليتين منفصلتين: السمية العصبية المباشرة وغير المباشرة عن طريق التسبب في مشاكل في الجهاز المناعي. وقد خلصت أبحاثها، التي أجريت مع جيمس ب. آدامز وجيف برادستريت إلى أن العلاج بالاستخلاب ( وهو عبارة عن استخدام عوامل استخلاب من أجل إزالة المعادن الثقيلة من الجسم، وتوصي معايير الرعاية في الولايات المتحدة باستخدام حمض دايمركابتوسكسينك (دمسا DMSA) وذلك في معظم الأشكال المُعتادة من التسمم بالمعادن الثقيلة – تتضمن التسمم بالرصاص ، الزرنيخ أو الزئبق. أمَّا بعض عوامل الاستخلاب الأخرى مثل حمض 3,2-دايمركابتو -1-بروبانسالفونكاسيد (DMPS) وحمض ألفاليبويك (ALA) ، والتي اُستخدمت في الطب الشعبي والطب البديل. ولا يوجد أي بحث علمي مُصدَّق قد توصل إلى أية فوائد أخرى للعلاج بالاستخلاب لأمراض أو علل أخرى) هو علاج آمن وفعال للتوحد.

## حياتها
لدى جين طفل مصاب بالتوحد وعمره 15 عامًا. وكان والدها طبيب أطفال عام.